# Юніон Тауншип (округ Скайлкілл, Пенсільванія)
Юніон Тауншип (англ. Union Township) — селище (англ. township) в США, в окрузі Скайлкілл штату Пенсільванія. Населення — 1228 осіб (2020).

## Демографія
Згідно з переписом 2010 року, у селищі мешкали 1273 особи в 533 домогосподарствах у складі 376 родин. Було 611 помешкання
Расовий склад населення:
| - 98,8 % — білих - 0,6 % — чорних або афроамериканців |

До двох чи більше рас належало 0,5 %. Частка іспаномовних становила 0,4 % від усіх жителів.
За віковим діапазоном населення розподілялося таким чином: 17,7 % — особи молодші 18 років, 65,0 % — особи у віці 18—64 років, 17,3 % — особи у віці 65 років та старші. Медіана віку мешканця становила 47,1 року. На 100 осіб жіночої статі у селищі припадало 106,3 чоловіків;  на 100 жінок у віці від 18 років та старших — 104,3 чоловіків також старших 18 років.
Середній дохід на одне домашнє господарство  становив 55 317 доларів США (медіана — 42 788), а середній дохід на одну сім'ю — 61 357 доларів (медіана — 53 750). Медіана доходів становила 42 500 доларів для чоловіків та 39 583 долари для жінок. За межею бідності перебувало 10,6 % осіб, у тому числі 10,8 % дітей у віці до 18 років та 14,3 % осіб у віці 65 років та старших.
Цивільне працевлаштоване населення становило 577 осіб. Основні галузі зайнятості: освіта, охорона здоров'я та соціальна допомога — 28,4 %, виробництво — 14,2 %, транспорт — 8,3 %, публічна адміністрація — 7,6 %.